# Беспорядки в Палестине (1920)
Беспорядки в подмандатной Палестине — антисионистские выступления и антиеврейские погромы арабов оккупированной британцами Палестины в 1920 году, направленные против еврейского населения Галилеи и Иерусалима.

## История
Первые антисионистские выступления в Палестине начались 27 февраля 1920 года после сообщения об утверждении Декларации Бальфура в качестве основания для создания «еврейского национального очага».
При обороне Тель-Хая 1 марта 1920 года погибли 8 человек, включая Иосифа Трумпельдора.
4 апреля празднование в честь пророка Мусы (арабское имя Моисея) вылились в антиеврейские погромы. В этот день толпа, подстрекаемая Амином аль-Хусейни и Арифом аль-Арифом, двинулась по направлению к Еврейскому кварталу Иерусалима. Британские войска, квартируемые в городе, были выведены из него за несколько дней до начала беспорядков.
Еврейское население организовало самооборону, однако руководство самообороны полагало, что арабы будут нападать не на евреев Старого города, которые не имели отношения к сионистам, а на новые кварталы. Поэтому в Еврейском квартале были оставлены всего несколько постов и погромщиков остановить не удалось.
Погромы в Иерусалиме продолжались 4 дня — их итогом стало убийство пятерых и ранения почти 200 евреев. Имущество многих еврейских семей было разграблено, несколько синагог сожжены. Погибли также 4 араба и 53 были ранены — в основном от пуль британских войск, прибывших восстанавливать порядок.
В Галилее арабы совершили нападения на Метулу, киббуцы Айелет-ха-Шахар, Дгания-Бет и Менахемия.
При этом британские власти обвинили Зеева Жаботинского и других членов его организации в создании вооруженной подпольной организации и осудили их к тюремному заключению. Жаботинский был приговорён к 15 годам тюрьмы, но через три месяца отпущен.